# Rudna Miasto
Rudna Miasto – przystanek kolejowy we wsi Rudna w województwie dolnośląskim, w powiecie lubińskim. Położony jest przy dwóch liniach kolejowych, 273 łączącej Wrocław Główny ze Szczecinem Głównym i 289 łączącej Legnicę z Rudną Gwizdanowem.

## Ruch pasażerski
| Rok  | Wymiana pasażerska na dobę |
| ---- | -------------------------- |
| 2017 | 50-99                      |
| 2022 | 200-299                    |